# Justyna Sieńczyłło
Justyna Sieńczyłło (ur. 28 listopada 1969 w Białymstoku) – polska aktorka teatralna i telewizyjna.

## Życiorys
Ukończyła III Liceum Ogólnokształcące w Białymstoku. Karierę estradową rozpoczęła w 1983 r. od zdobycia Srebrnego Samowara na festiwalu piosenki radzieckiej w Zielonej Górze za "Balladę o żołnierskich butach" Bułata Okudżawy.
W 1992 została absolwentką warszawskiej PWST i aktorką Teatru Powszechnego w Warszawie. Zagrała w nim wiele ról, m.in. Hermię w Śnie nocy letniej (1991), Chris w Tańcach w Ballybeg (1993; nagroda dla młodej aktorki na Festiwalu Sztuki Aktorskiej w Kaliszu w 1994); Swoją w Na szkle malowane (1993); Goplana w Balladynie (1994), Anielę w Ślubach panieńskich (1995; nagroda na 20. Opolskich Konfrontacjach Teatralnych), Marię w Romansie; Tutli-Putli w Pannie Tutli-Putli (1997), Annę Page w Wesołych kumoszkach z Windsoru (2000), Lizę Drozdow w Biesach (2002) i Ruth w Panieńskim raju (2005).
Występowała w musicalach wystawianych przez teatry muzyczne Syrena i Roma w Warszawie. Zagrała w Piotrusiu Panu, Crazy for you  i  w Pięknej Lucyndzie. Zagrała także w kilku spektaklach muzycznych Teatru Telewizji, m.in. w Słomkowym kapeluszu, Kramie z piosenkami oraz Boso, ale w ostrogach.
Jest jedną z bohaterek książki Marzanny Graff-Oszczepalińskiej Optymistki.
Występuje też w filmach, serialach telewizyjnych (m.in. w Klanie)  i w programach dla dzieci (np. Bajeczki Jedyneczki).
Wspólnie z mężem Emilianem Kamińskim założyła i prowadzi Teatr Kamienica w Warszawie, w którym również występuje. Zagrała m.in. w Wierze Gran i Tango Notturno (obydwa spektakle w reżyserii Barbary Sass).

## Życie prywatne
Wdowa po aktorze Emilianie Kamińskim (1952–2022). Zamieszkała w Józefowie. Ma dwóch synów: Kajetana i Cypriana. Siostra prawniczki i wykładowczyni akademickiej Joanny Sieńczyło-Chlabicz.

## Filmografia
- 1991: Zwichnięcie – call girl
- 1992: Kuchnia polska – studentka ASP (odc. 4)
- 1992: 1968. Szczęśliwego Nowego Roku – malarka
- 1993: Czterdziestolatek. 20 lat później – dziewczyna w pubie (odc. 8)
- 1998–2001, 2005, 2007–2011, od 2013: Klan – Bogna Różycka-Jakubowska
- 2000: Noc świętego Mikołaja – wychowawczyni
- 2001: Boże skrawki – kobieta na rowerze
- 2003: Kasia i Tomek – farmaceutka (seria II, odc. 19)
- 2004: Na dobre i na złe – Justyna Wójcik, żona Dariusza (odc. 199 i 201)
- 2005–2006: Pensjonat pod Różą – Renata Kosińska
- 2006: Szatan z siódmej klasy – Cisowska, matka Adama
- 2006: Kochaj mnie, kochaj! – Grażyna, siostra Anny
- 2006: Ale się kręci – Grażyna Mrugałowa, żona wicepremiera (odc. 7)
- 2008: Na kocią łapę – Aśka, przyjaciółka Marty
- 2013: Sierpniowe niebo. 63 dni chwały – Tola
- 2013: Ojciec Mateusz – Alina (odc. 132)

## Dubbing
- 1998: Batman i Superman – Mercy Graves
- 2007: Złoty kompas